# Pleotomus nigripennis
Pleotomus nigripennis är en skalbaggsart som beskrevs av Leconte 1885. Pleotomus nigripennis ingår i släktet Pleotomus och familjen lysmaskar. Inga underarter finns listade i Catalogue of Life.